# Симахи
Симахите (Symmachi) са аристократична фамилия от късната Римска империя.
Официално се показва през 3 век, по времето на император Септимий Север и през 4 и 5 век.
Най-познати от тази фамилия са:
- Аврелий Валерий Тулиан Симах, консул 330 г.
  - Луций Аврелий Авианий Симах, син на горния; префект на Рим 364/365
    - Квинт Аврелий Симах, син на горния; консул 391, оратор
      - Квинт Фабий Мемий Симах, син на горния; претор през 401 г.
        - Квинт Аврелий Симах (консул 446 г.)
          - Квинт Аврелий Мемий Симах, консул 485, историк
            - Рустициана, съпруга на философа Боеций

      - Гала, съпруга на Никомах Флавиан Младши
        - Апий Никомах Декстер, сенатор (floruit 431 – 432 г.)